# Ericeira
Ericeira é uma vila portuguesa sede da Freguesia da Ericeira do Município de Mafra, freguesia com 12,19 km² de área e 12 359 habitantes (censo de 2021), tendo, por isso, uma densidade populacional de 1 013,9 hab./km².
Ericeira é uma vila turística. Está situada a 35 km a noroeste de Lisboa, a 18 km de Sintra e a 8 km de Mafra.

## Demografia
A população registada nos censos foi:
| Distribuição da População por Grupos Etários | Distribuição da População por Grupos Etários | Distribuição da População por Grupos Etários | Distribuição da População por Grupos Etários | Distribuição da População por Grupos Etários |
| -------------------------------------------- | -------------------------------------------- | -------------------------------------------- | -------------------------------------------- | -------------------------------------------- |
| Ano                                          | 0-14 Anos                                    | 15-24 Anos                                   | 25-64 Anos                                   | > 65 Anos                                    |
| 2001                                         | 1001                                         | 893                                          | 3681                                         | 1022                                         |
| 2011                                         | 1869                                         | 990                                          | 5905                                         | 1496                                         |
| 2021                                         | 1954                                         | 1279                                         | 6729                                         | 2397                                         |

## História
Ericeira é uma vila muito antiga, presumivelmente local de passagem e instalação dos Fenícios.
Reza a lenda que o nome Ericeira significa, na origem, "terra de ouriços", devido aos numerosos ouriços do mar que abundavam nas suas praias. No entanto, investigações mais recentes apontam o ouriço-cacheiro e não o do mar como inspirador do nome. Com a descoberta de um exemplar do antigo brasão da Vila, hoje no Arquivo-Museu da Misericórdia, confirmou-se que o animal ali desenhado é, de facto, um ouriço-cacheiro.
A história da Ericeira remonta, assim, a cerca de 1000 a.C. O seu primeiro foral data de 1229, concedido pelo então Grão-Mestre da Ordem de Aviz, Dom Frei Fernão Rodrigues Monteiro, que assim instituiu o Concelho da Ericeira.
É na carta de foral que surgem as primeiras referências aos pescadores da Ericeira, estando bem presente o cuidado do legislador em acautelar os direitos e deveres dos que se encontravam sujeitos às tutelas dos donatários:"(…) Quanto aos pescadores, deem a vigésima parte do pescado que matarem no mar. De doze peixes, levem um para conduto antes de darem a vigésima parte, e se matarem congro, comam-no. Do pescado que encontrarem morto, não paguem foro. De baleia, dêem a vigésima parte. De toninhas e delfins sem impedimento, em ocasiões de fome (…)".
No século XIII a baleia, a toninha e o delfim eram as espécies mais pescadas, tendo dado lugar, já no século XVI, à raia, ao rodovalho e à pescada. Em 1547, D. João III concede aos pescadores ericeirences a permissão de venderem o peixe "a olho" e não "a peso", costume que ainda há trinta anos se mantinha.
A nova carta de foro concedida por D. Manuel I em 1513, veio nobilitar a vila concelhia, doada pelo mesmo D. Manuel ao infante D. Luís e por este ao seu filho natural D. António, Prior do Crato, forte opositor à tomada do poder real por Filipe II de Espanha. Em 1589, no Forte de Milreu, D. António fez uma gorada tentativa de desembarque de tropas com o objectivo de conquistar o poder. 
Tomando Filipe II de Espanha o poder em Portugal, sequestrou todos os bens de D. António, passando estes para a Coroa. Fez doação da vila da Ericeira a Luís Alvares de Azevedo, de juro e herdade. Morto Luís Alvares, passou a vila, por herança, a uma sua filha religiosa do convento de Odivelas, que a vendeu depois, com a quinta e o morgado de Mafra, a D. Diogo de Menezes, Mordomo e gentil-homem de Filipe IV de Portugal, pela quantia de 8.000 cruzados. D. Diogo de Menezes foi feito Conde da Ericeira em 1622. Em 22 de Abril de 1740 o 5.º Conde da Ericeira foi elevado a Marquês de Louriçal por D. João V.
Em 1855, na sequência de uma reordenação administrativa do território, a Ericeira deixou de ser concelho para ficar na dependência de Mafra, sede concelhia até aos dias de hoje.
A Ericeira conheceu no século XIX a sua época áurea, com um enorme incremento, porquanto foi o porto mais concorrido da Estremadura, com alfândega, por onde se fazia o abastecimento de quase toda a província. A antiga importância comercial tem hoje correspondente no notável movimento turístico, resultante da situação e do clima privilegiado de que goza. O embarque para o exílio da família real portuguesa, episódio que assinala o termo do regime monárquico nacional, fará sempre do porto da Ericeira um dos locais mais dramáticos da geografia do concelho de Mafra.

## O Surf na Ericeira
A região da Ericeira é bem conhecida em termos de surf devido às ondas da zona, que os surfistas dizem ser diferentes.
Tem praias muito conceituadas para a prática do surf como a praia da Ribeira d' Ilhas (reserva mundial do surf), praia dos Coxos em Ribamar, entre muitas outras.
Também e bastante praticado o kitesurf, windsurf, bodyboard e stand-up paddle.
A Ericeira é de resto a primeira reserva mundial de surf da Europa e a segunda do mundo.
Esta vila também é boa para os banhistas tendo bastantes hotéis e praias de boa qualidade como a praia dos pescadores, praia do norte e ainda as praias dos Coxos e de São Lourenço já na povoação vizinha de Ribamar.

### A importância do porto
Deve-se ao porto da Ericeira o desenvolvimento da vila, noutros tempos habitada quase só por gente do mar, que formou durante muitos séculos um grupo étnico-geográfico denominado Jagoz e está na região Saloia. O movimento comercial do porto da Ericeira tornou-o num polo fundamental da economia da região. Relatos datados de 1834 dão conta de que nesse ano ali fundearam 175 embarcações, que ora transportavam produtos para a vila — principalmente cereais — que de ali eram distribuídos para o interior do país, ora os exportavam para os portos do Algarve, ilhas e outros — especialmente vinhos e seus derivados.
A Alfândega da Ericeira abrangia então uma área que se estendia de Cascais à Figueira da Foz, sendo o seu porto considerado o quarto mais importante do país, atrás dos de Lisboa, Porto e Setúbal. Com a construção do caminho-de-ferro do Oeste e o desenvolvimento dos transportes terrestres, o porto da Ericeira foi perdendo importância. Nos finais do século XIX instalaram-se na vila armações fixas de pesca da sardinha que vieram alterar as antigas características piscatórias, mas que tiveram um papel sócio-económico importante, chegando a empregar, só na faina do mar, à volta de 500 homens.
Mas se a vila deixou ao longo do século XIX de ser um entreposto comercial, nunca perdeu a visita de "forasteiros", desta vez de veraneantes que passaram a procurá-la devido às suas características climáticas e ao alto teor de iodo das suas praias. Charles Lepierre, engenheiro químico, considerou-as, há cinquenta anos, como "o fulcro da maior concentração de iodo de toda a costa portuguesa". Hoje, a Ericeira continua a ser uma das zonas do litoral do país mais procuradas para banhos.
Em 1958 depois de fartos do elevado número de tragédias ocorridas na Ericeira, uma comissão de moradores reuniu-se com o Ministro, Eng. Arantes e Oliveira para a construção de um molhe. A construção deste apenas começou em 1973, mas desde cedo o seu desenho foi criticado pelos pescadores por estar na zona de pancada do mar, onde a força da rebentação é mais forte. Isto veio a ser demonstrado, quando em 1977 o mar partiu o molhe em dois, seguido de muitos outros estragos ao longo dos tempos. Um desses estragos levou à queda do farol que havia sido instalado na ponta do molhe.

### A fuga do Rei

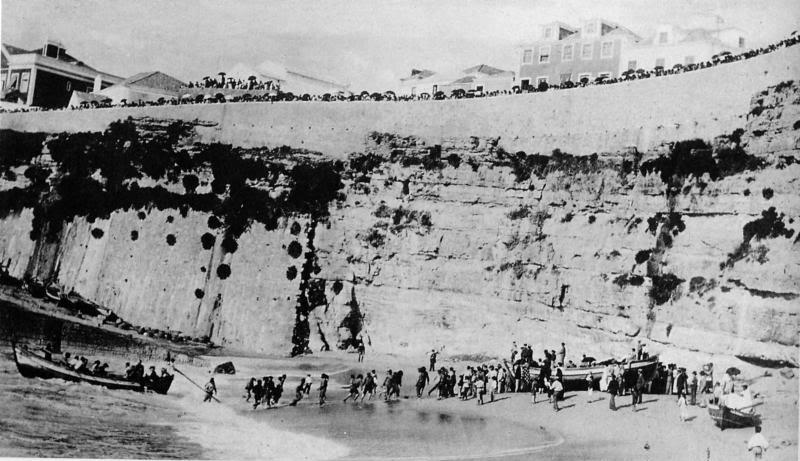
Fuga da Família Real

O episódio da fuga de D. Manuel II para o exílio, da Praia dos Pescadores, na Ericeira, tornou-se num marco da história da vila no último século. Eram cerca das 15 horas do dia 5 de Outubro de 1910 quando D. Manuel II, então com vinte anos, acompanhado da mãe, a rainha D. Amélia, e da avó, a Rainha D. Maria Pia, vindos de Mafra, surgiram de automóvel na vila para embarcarem no Iate D. Amélia, fugidos da revolução republicana que estalara na véspera em Lisboa. Os pormenores do que se passou naquele dia na Ericeira são-nos relatados por Júlio Ivo, presidente da Câmara Municipal de Mafra no tempo de Sidónio Pais, e que em 1928 inquiriu a população da vila:"(…) os automóveis pararam e apeou-se a família real, seguindo da rua do Norte para a rua de Baixo, pela estreita travessa que liga as duas ruas, em frente quase da travessa da Estrela (…) Ao entrar na rua de Baixo, a Família Real ia na seguinte ordem: na frente El-Rei D. Manuel; a seguir, D. Maria Pia, depois, D. Amélia (…) El-Rei e quem os acompanhava subiram para a barca, valendo-se de caixotes e cestos de peixe (…) O sinaleiro fez sinal com o chapéu, e a primeira barca, Bomfim, levando a bandeira azul e branca na popa, entrou na água e seguiu a remos, conduzindo El-Rei (…)
A afluência nas ribas era imensa. Tudo silencioso, mas de muitos olhos corriam lágrimas (…) El-Rei ia muito pálido, D. Amélia com ânimo, D. Maria Pia, acabrunhada (…) Ainda as barcas não tinham atracado ao iate, apareceu na vila, vindo do lado de Sintra, um automóvel com revolucionários civis, armados de carabinas e munidos de bombas, que disseram ser para atirar para a praia se tivessem chegado a tempo do embarque (…)".

## Turismo
O turismo desempenha um papel fundamental na vida e na economia da Ericeira. Sendo a única reserva mundial de surf na Europa e a terceira no mundo, a freguesia é conhecida mundialmente pelas condições ideais para a prática de surf e bodyboard, em particular nas praias da Foz do Lizandro e da Ribeira D'Ilhas, tendo nesta última passado uma das etapas do ASP World Tour. Nos últimos anos tem-se assistido ao aumento de instalações de apoio à pratica destes desportos, desde centros de treino, hostels para surfistas, entre outro tipo de infra-estruturas.
A vila beneficia da sua proximidade à cidade de Lisboa e também da construção da auto-estrada A21, sendo o local ideal, para milhares de pessoas que moram na capital e arredores da mesma, passarem o fim-de-semana, aproveitando a óptima gastronomia local e a tranquilidade da pitoresca vila e fugir das sempre cheias praias da Costa da Caparica e da Linha de Cascais.
O Sumol Summer Fest, maior evento de música popular, mais conhecida como hip hop tuga, realiza-se todos os anos no Ericeira Camping, no mês de Junho, trazendo milhares de pessoas, maioritariamente jovens, à Ericeira.
Para além do surf e das diferentes praias surgem também diversos hotéis bem equipados que proporcionam fantásticas experiencias. Várias atividades, relacionadas maioritariamente com o surf, são muitas vezes incluídas.

## Património
As praias e os pesqueiros, bem assim como o património monumental e o gastronómico, com base numa variedade de peixes e mariscos, constituem os seus maiores atractivos.
- Edifício na Praça da República, edifício onde funcionou o Café Arcadas, e onde, actualmente, funciona a Junta de Turismo da Ericeira
- Zona envolvente do Forte de Milreu ou Forte de São Pedro
- Forte de Nossa Senhora da Natividade
- Igreja Paroquial de São Pedro da Ericeira
- Pelourinho da Ericeira
- Capela de São Sebastião (Ericeira)
- Capela de Nossa Senhora das Necessidades e Santa Marta
- Capela de Nossa Senhora da Boa Viagem e Santo António
- Capela de Nossa Senhora do Rosário da Misericórdia

## Festas e romarias
- Festa de São Sebastião (domingo mais próximo de dia 20 de Janeiro)
- Festa de São Vicente (22 de Janeiro)
- Procissão do Sr. Morto (Sexta-feita Santa)
- Dia da espiga (Quinta-feira da Ascensão)
- Festa de São Pedro (padroeiro), (28 de Junho)
- Feira de Santiago ou dos Alhos (25 de Julho), (actualmente só se realiza a feira dos alhos, a de Santiago foi extinta pela Junta de Freguesia)
- Festa da Nossa Senhora da Boa Viagem (3º Domingo de Agosto)
- Festa do Sagrado Coração De Jesus (Agosto)
- Festa da Nossa Senhora da Conceição (8 de Dezembro)
- Festa de Nossa Senhora de Nazaré (realiza-se a cada dezassete anos; a próxima será em 2033)

### Outras festas
- Festival de Surf na Praia da Ribeira d'Ilhas
- Festa de consagração como reserva mundial do surf;
- Em Agosto de 2011 foi realizada a festa de bacalhau

## Bairros e zonas típicas

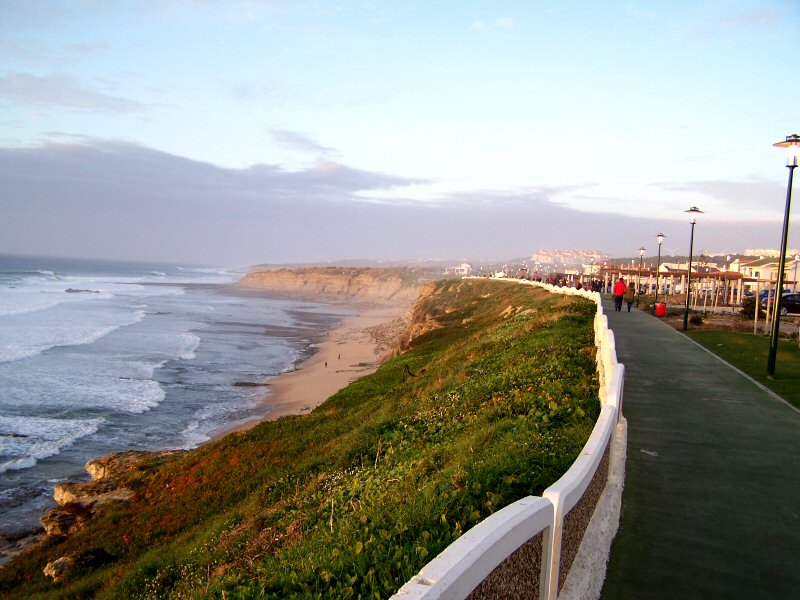
Praia da Ericeira (norte)

Norte:
- Bairro dos Pescadores
- São Sebastião
- Fontainha
- São Pedro

Sul:
- Bairro Azul
- Santa Marta
- Murtórios

## Praias mais populares
- Praia do Norte: Esta praia é considerada uma das melhores praias para surf do mundo. As suas ondas fortes e tubulares atraem surfistas de todos os níveis de experiência.
- Praia de Ribeira de Ilhas: Esta praia é também conhecida pela sua qualidade das ondas. É um local popular para surfistas experientes, mas também é adequada para principiantes.
- Praia dos Pescadores: Esta praia é situada no centro da Ericeira e é um local popular para banhos de sol, natação e pesca.
- Praia de São Lourenço: Esta praia é uma das maiores praias da Ericeira e é um local popular para famílias. A sua areia grossa e as suas águas calmas tornam-na um local seguro para nadar.

Independentemente da praia que escolher, a Ericeira é um destino de praia maravilhoso que oferece algo para todos.

## Outros locais de interesse

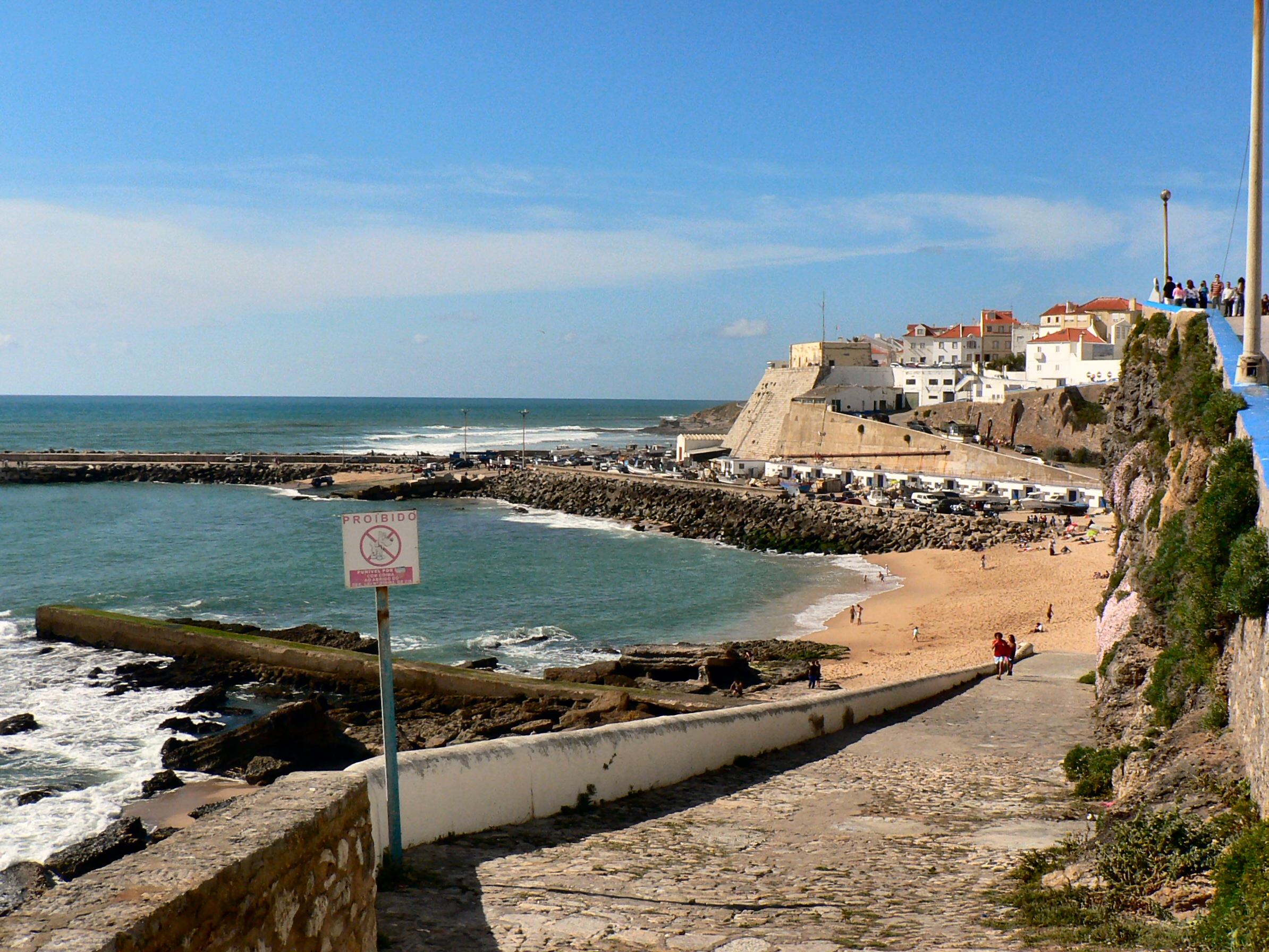
Praia dos Pescadores

- Ribamar - localidade conhecida pelo marisco fresco e capturado na região.
- Porto de pesca - conta com embarcações tradicionais e movimento regular de jagozes (pescadores típicos da vila)
- Furnas - pôr-do-sol
- Miradouro da Praia do Sul - vista panorâmica do pôr-do-sol e de toda a extensão da praia, que se prolonga até ao hotel Vila Galé Ericeira.